# Hans Schreuder
Hans Paludan Smith Schreuder (født i Sogndal 18. juni 1817, død i Natal 27. januar 1882) var en norsk missionær. 
I en sjælden grad var Schreuder forberedt og skikket til den gerning, han havde valgt. Lige fra den tid, han begyndte sit teologi studium, havde han haft den tanke at gå ud som missionær og gennem et yderst nøjsomt levesæt i stilhed opdraget sig selv til denne gerning. En gennempraktisk natur som han var, havde han sat sig ind i lægekunsten, i snedkerens, murerens og skrædderens håndværk. med mandig uforfærdethed og fri for enhver sentimentalitet mødte han alle vanskeligheder, og ved sin personligheds magt virkede han lige stærkt på de vilde hedninger og de højtstående engelske embedsmænd, som søgte hans råd og høstede nytte af hans politiske kløgt og indflydelse. Som den, der i et afgørende øjeblik viste vejen for missionens venner og med trofast udholdenhed holdt fast ved sit kald, vil Schreuders navn til alle tider være knyttet til den norske hedningemissions historie.

## Liv og gerning
Schreuder blev student i 1835, cand.theol. i 1841. 
I 1842 udgav han et mindre skrift Nogle Ord til Norges Kirke om kristelig Pligt med hensyn til Omsorg for ikke kristne Medborgeres Salighed, hvori han lagde sine landsmænd missionens sag på hjerte og meddelte sin beslutning om at gå ud som missionær til et fjernt hedningeland. Hans plan vakte straks stor tilslutning, private pengebidrag kom rigelig ind, og da det i august 1842 stiftede "Norske Missionsselskab" besluttede at understøtte Schreuder af selskabets kasse, var hans plan sikret fra den økonomiske side. 

## Rejser til Afrika og Asien
Efter at være præsteviet rejste han i juli 1843 over London til Kapstaden, hvorfra han kort efter begav sig til Port Natal, hvor han foreløbig slog sig ned. I juni 1845 foretog hun sin første rejse ind i det egentlig Zululand, men den fjendtlige stemning, som Zulu-Kongen Umpande lagde for dagen over for den kristne missionærvirksomhed, nødte Schreuder til at opgive Zululand som virkefelt, og i november 1847 drog han til Kina for at forsøge udsigterne der. Disse var imidlertid ikke bedre end i Afrika, og efter et halvt års ophold i Hongkong, hvorunder han arbejdede på sin Grammatik for Zulusproget (1850), kom han i slutningen af 1848 tilbage til Natal-Kolonien, hvor han begyndte sin missionsvirksomhed, bistået af de første elever, der var udeksaminerede fra Missionsskolen i Stavanger. I 1850 anlagde han ganske nær ZuluLands grænse sin første station Umpumulo, hvorfra han i den følgende tid fik indgang i Zululandet, nærmest som læge for den syge kong Umpande (Mpande), som til tak gav Schreuder lov til at bo og virke i hans land. I juli 1852 var den første station i Zululand, Entumeni, færdig, og i de følgende år fik virksomheden større og større omfang, flere stationer oprettedes, og der kom flere medhjælpere fra Norge. 1858 døbte Schreuder den første zulu. Under et besøg i Norge 1866 indviedes Schreuder til "den norske Missions Biskop i Missionslandet". Efter tilbagekomsten fra Norge 1867 tog Schreuder med stor kraft fat på den norske missions udvidelse til Madagaskar, og det lykkedes ham at opnå for de norske præster den samme frihed til at virke på øen, som var indrømmet englænderne. 

## Vanskeligheder
Imidlertid indtraf der i den følgende tid et par omstændigheder, som i nogen grad standsede Schreuders fremgang på missionsmarken. Den ene var det spændte forhold, hvori Schreuder efterhånden var kommet til det norske missionsselskab på grund af en forskellig opfatning af enkelte administrative spørgsmål, og som endte med et åbent brud. Juni 1872 sendte Schreuder en formelig opsigelse af sin stilling i selskabets tjeneste, og denne blev vedtaget det følgende år på selskabets generalforsamling. Fra 30. Juni 1873 fratrådte han sin stilling som biskop over Zulu- og Madagaskarmissionen, men fortsatte sin missionsgerning, støttet ved frivillige bidrag fra hjemlandet, hvor der allerede 1873 dannedes en komité for Den norske Kirkes Mission ved Schreuder, som fremdeles er i virksomhed. 
Den anden omstændighed, der greb forstyrrende ind i Schreuders missionsarbejde, var Kong Uqecwajos tronbestigelse i december 1872. Den ny konge viste til en begyndelse et afgjort fjendtligt sindelag mod missionærerne, men det endte med, at Schreuder fik sig overdraget Entumeni-Strøget som privat gave. Dels her og dels på en ny station, Untumjambili i Natal, fortsatte Schreuder sin gerning, assisteret af indfødte lærere og et par norske medhjælpere. Krigen 1879 voldte vistnok mange vanskeligheder, men respekten for biskoppen var så stor, at Schreuders stationer blev fuldstændig urørte, medens alle andre missionsstationer blev ødelagte. Efteråret 1881 blev han syg efter et fald fra hesten og døde nogle måneder senere på Untumjambili.